# ترمنتیانس
ترمنتیانس (به فرانسوی: Trémentines) یک کمون در فرانسه است که در Canton of Cholet-2 واقع شده‌است.

## خصوصیات
ترمنتیانس ۳۴٫۸۳ کیلومترمربع مساحت و ۲٬۸۱۷ نفر جمعیت دارد و ۱۲۷ متر بالاتر از سطح دریا واقع شده‌است.